# Tschiertscherstrasse

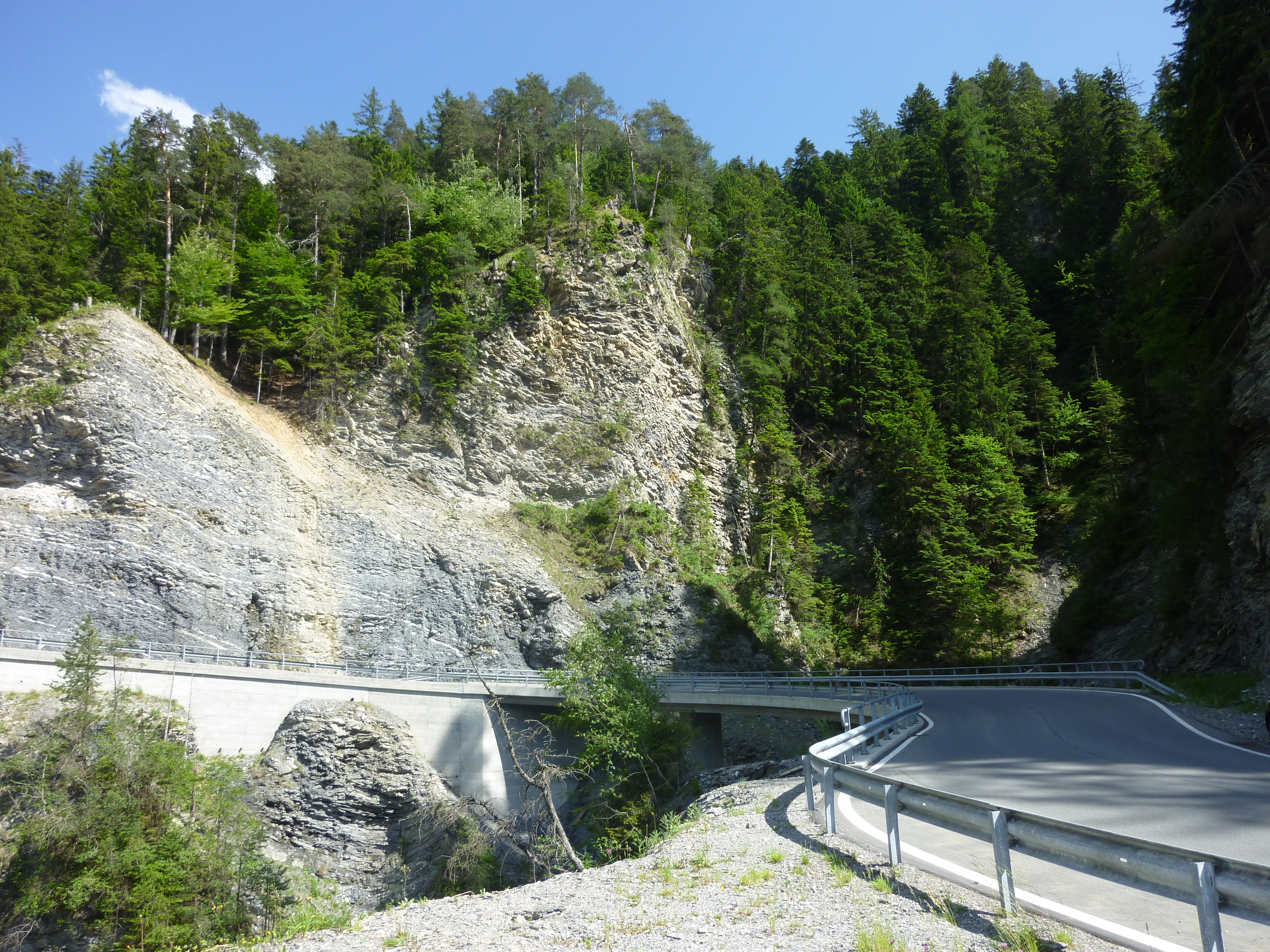
Tschiertscherstrasse im Steinbachtobel

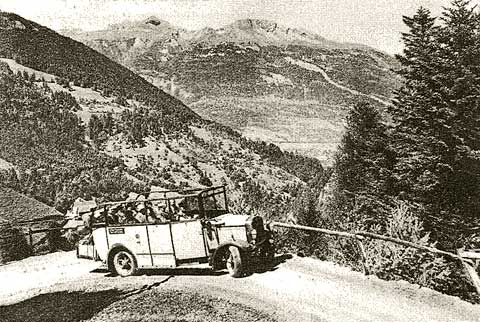
Alte Tschiertscherstrasse, ca. 1925

Die Tschiertscherstrasse ist eine Kantonsstrasse in Graubünden, die vom Araschgerrank bei Chur bis nach Tschiertschen im Schanfigg verläuft. Sie wurde 1888–1894 erstellt und ist als Nebenstrasse klassiert. Die ursprüngliche Breite betrug 2,8 m. Die Baukosten beliefen sich auf 115'174 Franken oder 13'500 Franken pro Kilometer.
Auf der Gesamtlänge von 6 km passiert die Strasse 700 Höhenmeter und geologisch besonders schwieriges, rutschgefährdetes Gelände. Dies führte immer wieder besonders im Frühjahr und im Herbst zu Strassensperrungen, die Tschiertschen und Praden von der Aussenwelt abschnitten bzw. nur über eine Forststrasse von Molinis her erreichbar machten. 
Am 1. Juli 1925 wurde eine Sommer-Postautoverbindung zwischen Chur und Tschiertschen in Betrieb genommen, die 1929 in einen Ganzjahresfahrplan überführt wurde.
Um 1950 installierte der ACS bei der Abzweigung Grida und beim Steinbachtobel zwei Notruftelefone. Die beiden Apparate existierten bis Anfang des neuen Jahrtausends.
Umfangreiche Bauten im mit einer Verschiebung von 200 mm im Jahr besonders gefährdeten Steinbachtobel wurden 1965 in Angriff genommen und kamen 2009 mit der Fertigstellung einer vom Hang separierten Brückenkonstruktion zum Abschluss. 
Die Tschiertscherstrasse ist damit einer der am längsten kontinuierlich restaurierten Verkehrswege im Kanton Graubünden.